# L'azione umana
Human Action: A Treatise on Economics è un'opera dell'economista e filosofo austriaco Ludwig von Mises. Ampiamente considerato il magnum opus di Mises, questo saggio presenta il caso del capitalismo laissez-faire basato sulla prasseologia, il suo metodo per comprendere la struttura del processo decisionale umano. Questo metodo rifiuta il positivismo all'interno dell'economia. Difende un'epistemologia a priori e sostiene la prasseologia con un fondamento di individualismo metodologico e leggi di certezza apodittica. Mises sostiene che l'economia di libero mercato non solo distanzia qualsiasi sistema pianificato dal governo, ma alla fine funge da fondamento della civiltà stessa.
Nationalökonomie: Theorie des Handelns und Wirtschaftens è il predecessore in lingua tedesca del 1940 di Human Action.

## Sinossi
Mises vede il calcolo economico come il problema più fondamentale in economia. Il problema economico per Mises è quello dell'azione. L'uomo agisce per dissipare i sentimenti di disagio, ma può riuscire ad agire solo se comprende i nessi causali tra i fini che vuole soddisfare e propri mezzi a disposizione. Il fatto che l'uomo risieda in un mondo di causalità significa che deve affrontare scelte precise su come soddisfare i suoi fini. L'azione umana è un'applicazione della ragione umana per selezionare i mezzi migliori per soddisfare i fini. La mente razionale valuta e classifica diverse opzioni. Questo è il calcolo economico.
Il calcolo economico è comune a tutte le persone. Mises ha insistito sul fatto che la struttura logica delle menti umane è la stessa per tutti. Naturalmente, questo non vuol dire che tutte le menti sono uguali. Gli individui esprimono giudizi di valore diversi e possiedono dati diversi, ma la logica è la stessa per tutti. La ragione umana e il calcolo economico hanno dei limiti, ma Mises non vede alcuna alternativa al calcolo economico come mezzo per utilizzare risorse scarse per migliorare il nostro benessere.
L'azione umana riguarda la dinamica. L'opposto dell'azione non è l'inazione. Piuttosto, l'opposto dell'azione è la contentezza. In uno stato pienamente soddisfatto non ci sarebbe alcuna azione, nessuno sforzo per cambiare l'ordine esistente delle cose (che potrebbe essere cambiato semplicemente cessando di fare alcune cose). L'uomo agisce perché non è mai pienamente soddisfatto e non si fermerà mai perché non potrà mai essere pienamente soddisfatto. Questo potrebbe sembrare un punto semplice, ma l'economia moderna è costruita su idee di analisi dell'equilibrio di appagamento e condizioni di indifferenza. È vero che alcuni economisti costruiscono modelli di equilibrio dinamico, ma l'idea di un equilibrio dinamico è un ossimoro per Mises. Un equilibrio effettivo può comportare un ciclo ricorrente, ma non una vera dinamica. Le vere dinamiche implicano un cambiamento evolutivo non ripetitivo.
Mises spiega il cambiamento dinamico in termini di "semplice stato di quiete". Uno stato finale di riposo comporta piani perfetti per soddisfare pienamente i desideri umani. Un semplice stato di quiete è un equilibrio temporaneo e imperfetto derivante da piani umani passati. Sebbene qualsiasi insieme di piani sia imperfetto, agire significa tentare di migliorare ogni successivo insieme di piani. Il movimento da uno stato di quiete a un altro rappresenta il processo di cambiamento, evolutivo o devolutivo.

Mises collega progresso e profitti. I profitti guadagnati da operazioni volontarie sono l'indicatore del successo economico. È il calcolo monetario dei profitti che indica se un'impresa ha generato un aumento netto del benessere dei consumatori rispetto ai reali costi economici. La perdita, nelle stesse parole di Mises, è un fallimento, e sono semplicemente i consumatori che proiettano all'imprenditore teorico che ha fallito. La stretta associazione che Mises traccia tra calcolo economico e calcolo monetario lo porta a concludere che i prezzi di mercato (su cui si calcolano i profitti monetari) sono indispensabili per progredire nel miglioramento della condizione umana. Senza mercati non vi sono prezzi e senza prezzi non c'è calcolo economico. Il calcolo monetario è di vitale importanza. Mises scrive:
"Abbiamo ipotizzato che il regista abbia già preso una decisione in merito alla costruzione di un determinato impianto o edificio. Tuttavia, per fare una tale decisione ha già bisogno di calcoli economici. Se si vuole costruire una centrale idroelettrica, bisogna sapere se questo è il modo più economico per produrre l'energia necessaria. Come può saperlo se non può calcolare costi e output?"
Mises stabilisce che l'allocazione delle risorse richiede un calcolo economico. A suo avviso, senza calcolo economico, non c'è economia, poiché non si possono allocare le risorse in modo razionale.
Mises sottolinea l'importanza dell'imprenditorialità perché solo gli imprenditori fanno effettivamente calcoli monetari. Questo fatto mette gli imprenditori al centro di ogni progresso (e fallimento). Gli imprenditori che stimano i costi in modo più corretto rispetto ai loro rivali guadagnano alti profitti mentre servono anche i consumatori. Queste persone raggiungono posizioni di vertice nell'industria. Gli imprenditori che sbagliano gravemente nei loro calcoli subiscono perdite finanziarie e cessano di dirigere la produzione. Mises ha descritto questo test di mercato delle capacità imprenditoriali come l'unico processo di tentativi ed errori che conta davvero. I concetti di calcolo monetario, speculazione finanziaria e imprenditorialità costituiscono la base per la critica del socialismo di von Mises.

## Storia editoriale
Il predecessore in lingua tedesca di Human Action, intitolato Nationalökonomie: Theorie des Handelns und Wirtschaftens, è apparso per la prima volta nel 1940. L'azione umana non è stata una traduzione diretta del lavoro precedente, ma ha utilizzato il suo quadro generale e lo ha ampliato.
La Yale University Press pubblicò la prima edizione di Human Action nel 1949. Quando i ritardi nella produzione hanno ritardato la data di uscita prevista di una seconda edizione rivista e ampliata, Lyle Munson, editore di Bookmailer, Inc., ha suggerito a Mises di portare il libro presso un altro editore e si è offerto di pubblicarlo lui stesso. Mises ha usato questa offerta come leva per convincere la Yale University Press ad accelerare il suo rilascio. L'edizione del 1963 risultante era piena di errori tipografici e un'altra dovette essere stampata subito dopo presso un altro editore. Henry Regnery ha pubblicato la terza edizione riveduta nel 1966.
Una quarta edizione postuma è stata pubblicata nel 1996, con revisioni di Bettina B. Greaves. È disponibile in singolo cartonato (Liberty fund, ISBN 0-86597-630-9) ed edizioni tascabili in quattro volumi (Liberty Fund,ISBN 0-86597-631-7), così come tascabile a volume singolo (Fox & Wilkes,ISBN 0-930073-18-5). Nel 1998, l'Istituto Ludwig von Mises ha riportato la prima edizione come "Edizione dello studioso" (ISBN 0-945466-24-2 ). Nel 2010, l'Istituto ha ristampato la prima edizione come "Pocket Edition" portatile (ISBN 978-1-61016-145-9).

### Traduzioni
- In italiano (1959) come L'azione umana : trattato di economia, Torino: UTETOCLC 799056504
- In cinese (1976) come : / Ren de xing wei : jing ji xue yan lun di 台湾銀行經濟硏究室, Taiwan yin hang jin ji yan jiu shi, (Banca di Taiwan)OCLC 33160039
- In francese (1985) come L'action humaine: Traité d'économie . Libero scambio. Parigi : PUF, 1985.ISBN 2-13-038598-2
- In portoghese (1990) come Ação humana: Um tratado de economia . Rio de Janeiro: Istituto Liberale.ISBN 978-85-62816-05-5 ISRN 0-8092-9743-4.
- In spagnolo (1995) come La acción humana: tratado de economía . Madrid: Unión Editorial DL,ISBN 9788472092921OCLC 433628807
- In ceco (2006) come Lidské jednání: Pojednání o ekonomii . Praga: Istituto Liberální.ISBN 80-86389-45-6.
- In polacco (2007) come Ludzkie działanie: traktat o ekonomiiISBN 9788392616009OCLC 749787775
- In turco (2008) come İnsan eylemi: iktisat üzerine bir inceleme, Ankara: Liberte Yayınları.ISBN 9789756201411OCLC 434438770
- In giapponese (2008) come ヒューマン・アクション: 人間行為の経済学 / Hyūman akushon: Ningen kōi no keizaigaku, 春秋社, Tōkyō: Shunjūsha.ISBN 9784393621837OCLC 675632995 .
- In olandese (2016) come Het menselijk handelen: een economische verhandeling, Amsterdam: Stichting Pierson & Templeton.ISBN 9789082480405.
- In rumeno (2002), come „Acțiunea umană. Un tratat de economie” disponibile on-line all'indirizzo http://mises.ro/43/actiunea-umana .
- In svedese (2021), come Mänskligt handlande, Stoccolma: Timbro förlag.ISBN 978-91-7703-223-6.